# Harvest Moon : Les Deux Villages
 (janvier 2012).
Si vous disposez d'ouvrages ou d'articles de référence ou si vous connaissez des sites web de qualité traitant du thème abordé ici, merci de compléter l'article en donnant les références utiles à sa vérifiabilité et en les liant à la section « Notes et références ».
Harvest Moon : Les Deux Villages (牧場物語　ふたごの村, Bokujō Monogatari: Futago no Mura au Japon, Harvest Moon: The Tale of Two Towns en Amérique du Nord), est un jeu vidéo de type Simulation de vie / RPG développé par Marvelous Entertainment pour Nintendo DS et Nintendo 3DS et sorti en 2012.
Marvelous Interactive édite le jeu au Japon alors que Natsume s'en charge en Amérique du Nord et que Rising Star Games fait de même pour le marché européen. Le jeu introduit de nouveaux animaux à la série : l'alpaga et l'abeille. La version 3DS ne semble pas vouée à paraître sur le marché japonais alors que les Européens doivent attendre le 29 juin 2012 pour se saisir du jeu sauf les Allemands, les derniers à pouvoir se le procurer, le 17 août 2012.

## Accueil
- GameSpot : 6,5/10[1]
- IGN : 6/10[2]